# Svenska Elektromagneter
Svenska Elektromagneter AB  är ett svenskt verkstadsföretag i Åmål.
Svenska Elektromagneter grundades 1915 i Åmål och levererade sin första tändningsutrustning till Thulinverken i Landskrona 1918. Den användes bland annat för flygplanstypen Tummelisa.
Svenska Elektromagneter tillverkar elektroniska tänd- och kontrollsystem för fordonsmotorer, stora gasdrivna motorer och småmotorer, samt andra elektromagnetiska produkter som solenoider, värmeväxlare och sensorer.
Företaget har tillverkning i Åmål och i Suzhou i Kina.
Svenska Elektromagneter ägs av Procuritas Capital Investors, som är registrerat på Guernsey.